# Серену, Энрике
Энри́ке Сере́ну Фонсе́ка (порт. Henrique Sereno Fonseca; 18 мая 1985, Элваш) — португальский футболист, игравший на позиции центрального защитника.

## Клубная карьера
Поиграв в низших дивизионах чемпионата Португалии, Серену в 2005 году попал в состав «Витории» из Гимарайнша. В этом клубе защитник провёл пять лет, сыграл 54 матча, забил два мяча.
В 2010 году подписал контракт с «Вальядолидом». Вышел на поле в матче против «Депортиво Ла-Корунья», но не впечатлил тренерский штаб, потерял место в основном составе. В сезоне-2009/10 клуб вылетел из Ла Лиги, а Серену вернулся на родину, став игроком «Порту».
В составе «драконов» провёл всего семь матчей. Ему вновь пришлось отправиться в аренду. Сначала он немного поиграл в «Кёльн», а в 2012 году вновь оказался в «Вальядолиде».
В 2013 году свободным агентом перешёл в турецким клуб «Кайсериспор».
В 2015 году подписал однолетний контракт с немецким футбольным клубом «Майнц 05», но так и не сыграл ни одного официального матча.
В 2016 году выступал за калькуттский «Атлетико», в начале 2017 года был в составе испанской «Альмерии», но в чемпионате Испании сыграл за эту команду только в одном матче. С 2017 года вновь играет в Индии, за команду «Ченнайин».

## Карьера за сборную
В 2007 году Серену провел один матч за молодежную (U-21) сборную Португалии.